# صفوت باشا
صفوت باشا (بالتركية: Mehmed Esad Safvet Paşa)‏ كان الصدر الأعظم للدولة العثمانية في الفترة ما بين 4 يونيو 1878 حتى أكتوبر 1878. تُوفي في 1883 بمدينة إسطنبول.